# صوفی راک
صوفی راک یکی از زیرشاخه‌های موسیقی راک است که ترکیبی از راک کلاسیک و موسیقی صوفیانه است. ظهور آن در اوایل دههٔ ۱۹۹۰ میلادی بازمی‌گردد و به طور گسترده‌ای در اواخراین دهه در پاکستان و هند محبوبیت یافت. واژهٔ «صوفی راک» در سال ۱۹۹۳ توسط یکی از نویسندگان که از موسیقی ارائه شده توسط گروه جنون، از پیشگامان فرایند ترکیب موسیقی راک با موسیقی صوفیانه، تعریف می‌نمود، ابداع گشت.
این سبک عمدتاً بر اساس شعرهای معروف صوفیانه شاعرانی همچون مولوی، حافظ، شاه عبدالطیف و کبیر و برخی آوازها از زبان‌های اردو، هندی، پنجابی، سندی، فارسی و ترکی است.

## هنرمندان
- اسرار
- جنون
- فزون
- مکال حسن باند
- زب و هنیه
- کت استیونس
- ربی شرگیل
- ای. آر. رحمان
- قره‌العین بلوچ
- نوری
- راحت فاتح علی خان
- جاوید علی
- آرجیت سینگ